# Clinton Thomas Dent
Clinton Thomas Dent (Sandgate, Kent, 7 de dezembro de 1850 — Londres, 26 de agosto de 1912) foi um cirurgião e alpinista britânico. 

## Biografia
De boa aristocracia inglesa, Clinton Thomas Dent estudou medicina e passou férias nos Alpes onde descobriu a alta montanha. Esta descoberta nunca mais o largaria, chegando a ser  secretário (1878-1880), vice-presidente (1884-1886) e mesmo presidente (1887-1889) do Alpine Club de Londres. Desde a sua inscrição ao clube em 1872, escreveu vários artigos no Alpine Journal.

## Alpinismo
Algumas primeiras ascensões de C.T. Dent:
- 1870 - Suldenspitze com Alexander Burgener
- 1871 - Portiengrat
- 1872 - Abertura de uma nova aresta sudeste do Zinalrothorn com Ferdinand Imseng
- 1878 - Les Drus
- 1878 - Ascensão do Bietschhorn pela vertente E com Johann Jaun
- 1879 - Escalada da Aiguille du Midi direta a partir de Chamonix, por uma via de 1000 m, na face nordeste.